# Guerra civil española en la provincia de León

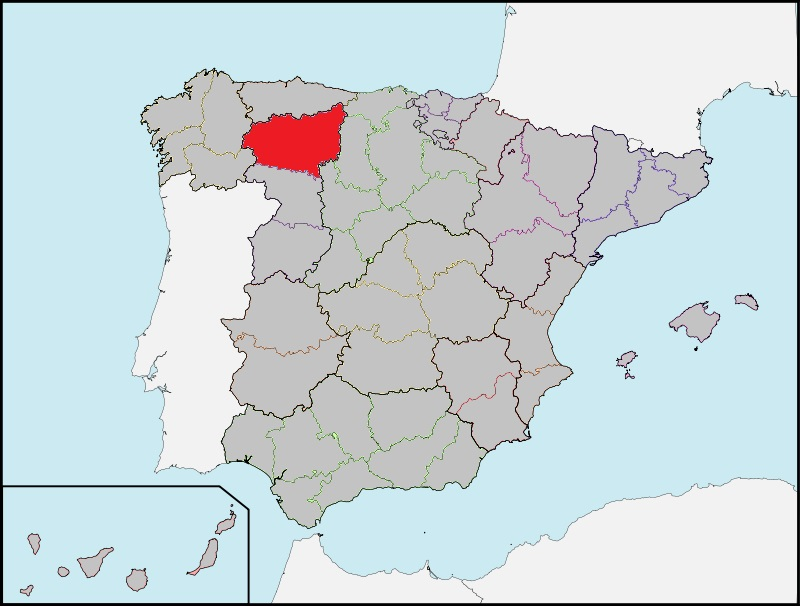
Ubicación de la provincia de León en la España de la época

La guerra civil española (1936-1939) comenzó en León con los pronunciamientos militares del 17 y 18 de julio de 1936. El 19 de julio, y durante los siguientes días, tuvieron que enfrentarse a una fuerte oposición obrera, basada sobre todo en las columnas de mineros de El Bierzo. Durante el verano de 1936 se hicieron con el control de la provincia, si bien al norte de la misma, en la vertiente sur de la cordillera cantábrica, se formó un frente bélico con las fuerzas republicanas, que controlaban los puertos de montaña. En el otoño de 1937 el ejército franquista acabó completamente con el Frente Norte.

## Antecedentes

### Fuerzas militares
La provincia de León formaba parte de la 8.ª División orgánica, con cuartel general en La Coruña. Las fuerzas militares de la provincia estaban formadas por el regimiento de infantería Burgos núm. 31 (coronel Vicente Lafuente Baleztena, con un batallón en León y otro en Astorga), que pertenecía a la 16.ª brigada de Infantería (general Carlos Bosch y Bosch), con cuartel general en León; y el Grupo de reconocimiento aéreo núm. 21, con base en el aeródromo de la Virgen del Camino, formado por dos escuadrillas. Existía también una comandancia de la Guardia Civil, con tres compañías, y una sección del Cuerpo de Seguridad y Asalto, con otras tres compañías. Fuera de León (unos mil hombres) y Astorga (unos 350 hombres), sólo era significativo el cuartel de la Guardia Civil de Ponferrada, con unos 20 hombres. En los planes golpistas del general Emilio Mola la 8.ª División orgánica no tenía como objetivo marchar sobre Madrid, sino contener a las masas revolucionarias asturianas.

### Situación política
La sociedad leonesa era sobre todo agraria, predominando el campesino propietario muy pobre, pero de profundas convicciones católicas. Sólo había grandes propiedades en el Páramo y en la Tierra de Campos. Las federaciones católicas agrarias marcaban la pauta. Entre las derechas, Acción Popular y el Bloque Nacional eran las fuerzas más potentes, con diferencia. Falange Española sólo contaba con unas decenas de afiliados, la mayoría estudiantes.
La izquierda leonesa, por su parte, se basaba en la UGT, cuyos sindicatos tenían fuerza entre los mineros de los valles del Bierzo, Fabero, Santa Lucía de Gordón, Matallana de Torío, etc., así como en las azucareras, la construcción, los dependientes de comercio y los funcionarios (maestros, Correos). La CNT tenía cierta presencia entre los mineros, aunque la FAI no logró nunca arraigar. El PSOE leonés era más bien reformista, de la tendencia de Indalecio Prieto. Sus principales dirigentes eran el funcionario de Correos Alfredo Nistal, diputado; y Miguel Castaño, alcalde de León, diputado y director del periódico La Democracia. Los partidos republicanos burgueses tenían pocos afiliados, pero importante presencia pública. Su dirigente más conocido era Félix Gordón Ordás, exministro radical-socialista. Tras el triunfo del Frente Popular fue elegido presidente de la Diputación Ramiro Armesto (Unión Republicana) y nombrado gobernador civil Emilio Francés Ortiz de Elgueta.

## La sublevación
El sábado 18 de julio, tras conocerse las noticias de la sublevación militar en Melilla, los dirigentes obreros se reunieron en la Casa del Pueblo, mientras grupos de jóvenes recorrían la ciudad. En los cuarteles, la mayoría de los oficiales eran partidarios del golpe, al igual que entre la Guardia Civil y la de Asalto, a pesar de que los jefes de ambas eran leales al orden constitucional. En la base aérea de la Virgen del Camino, el jefe era golpista.
Los militares del cuartel de Infantería decidieron salir a la calle el domingo 19 por la mañana, pero finalmente no lo hicieron porque, a eso de las diez de la mañana, llegaron a León dos columnas de mineros en tren y en camión, con unos cinco mil hombres, dirigidos por oficiales de la Guardia de Asalto, que habían salido de Asturias siguiendo órdenes del gobierno, con destino a Zamora, Valladolid y Madrid. El coronel Aranda, jefe de la comandancia asturiana y aparentemente leal al Gobierno, les había dicho que en León les darían armas, ya que sólo contaban con dinamita y unas cuantas armas cortas.
El domingo por la mañana llegó también a León, procedente de Orense, el general Juan García Gómez-Caminero, inspector del Ejército, enviado por el gobierno para mantener el orden en las guarniciones del Duero. Caminero, según lo dispuesto por el gobierno, ordenó al general Bosch que entregara armas a los mineros, pero este dilató el cumplimiento de la orden exigiendo se le diera por escrito. Finalmente la orden llegó por telegrama y Bosch entregó doscientos fusiles, alegando no disponer de más reservas, pero en tan mal estado que Caminero se negó a firmar el recibo de entrega.
A primera hora de la tarde los mineros salieron de León en dirección a Benavente, una parte por carretera y otra en el ferrocarril Astorga-Plasencia. El general Caminero salió también de León el domingo por la tarde, pero por causas poco claras, pasó a Portugal, regresando a España por Badajoz para reincorporarse a las órdenes del gobierno republicano.

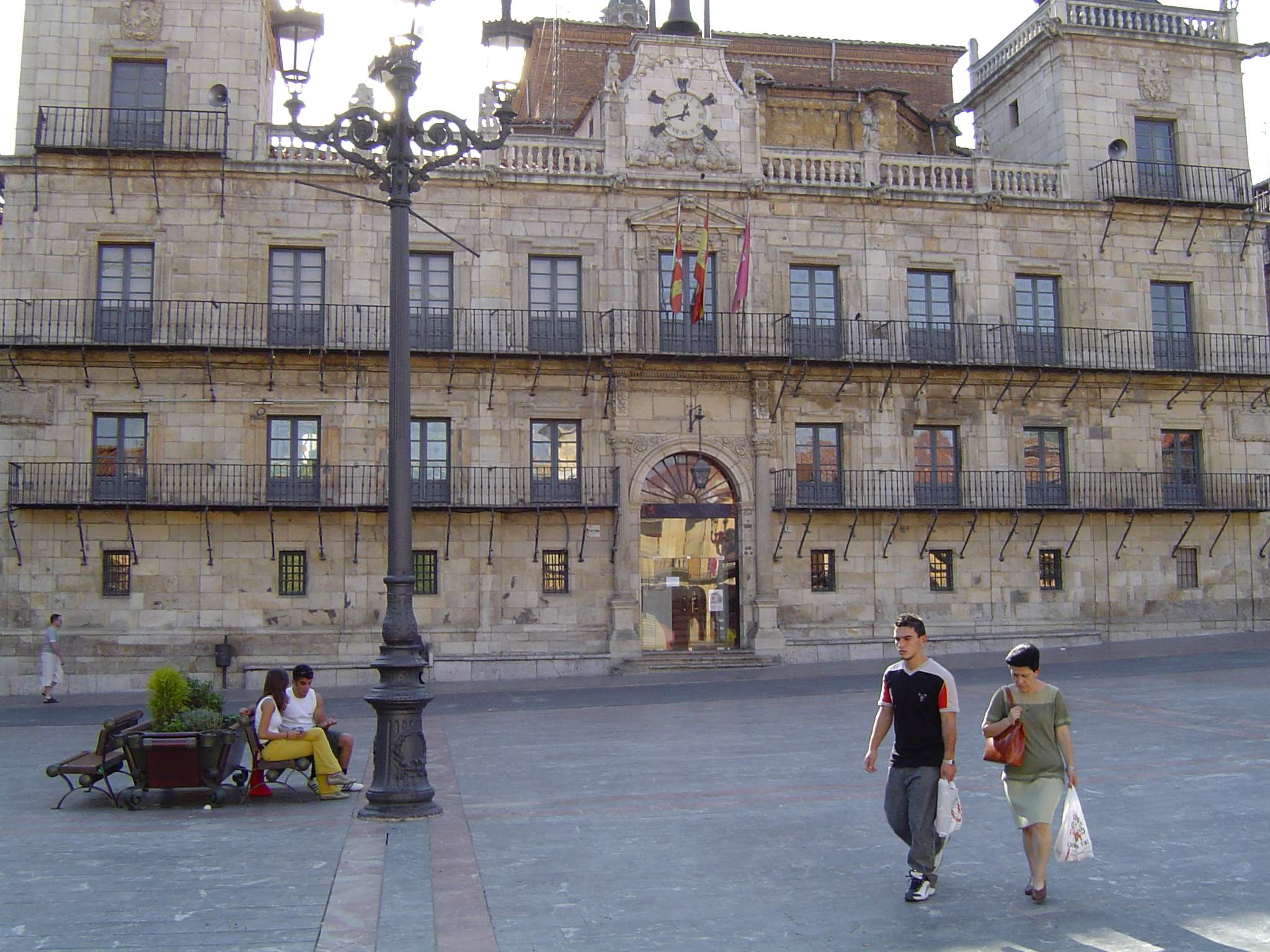
Casa Consistorial en la Plaza Mayor de León.

El lunes 20 todo León y provincia estaban paralizados por la huelga general, pero el gobernador civil se negaba a entregar armas a los sindicatos obreros. Mientras tanto, alejado el peligro de las columnas mineras, los oficiales golpistas detuvieron al teniente coronel de la Guardia Civil, ocupando su lugar el comandante Medina Montero, y al teniente jefe de la Guardia de Asalto. A las dos de la tarde salieron las tropas del cuartel de Infantería, junto con los guardias, ocupando el ayuntamiento, la Telefónica, la estación de radio y -tras un breve tiroteo con voluntarios y guardias de Asalto- el gobierno civil, donde fueron detenidos el gobernador, el alcalde, el presidente de la Diputación y otros dirigentes locales. Por su parte, el comandante jefe del aeródromo puso la base al servicio de los sublevados.
El mismo día 20, a mediodía, la Guardia Civil y los militares se hicieron sin problemas con el control de Astorga, después de que pasara, de regreso a Asturias, el famoso convoy de mineros, tras conocer la noticia de la traición del coronel Aranda, que había unido Oviedo a la sublevación. En la capital provincial, un grupo de obreros resistió varias horas en la Casa del Pueblo, a pesar de que el ejército colocó una ametralladora en la plaza de la República, disparando contra la sede obrera.
Una vez nombrado un nuevo gobernador civil (un militar), se siguió el esquema habitual: se llamó a los puestos de la Guardia Civil de toda la provincia para que los comandantes de puesto proclamaran el estado de guerra. Después se destituía y detenía a los alcaldes y concejales del Frente Popular, y a otros significados izquierdistas y republicanos, y se nombraba una nueva gestora municipal formada por derechistas.

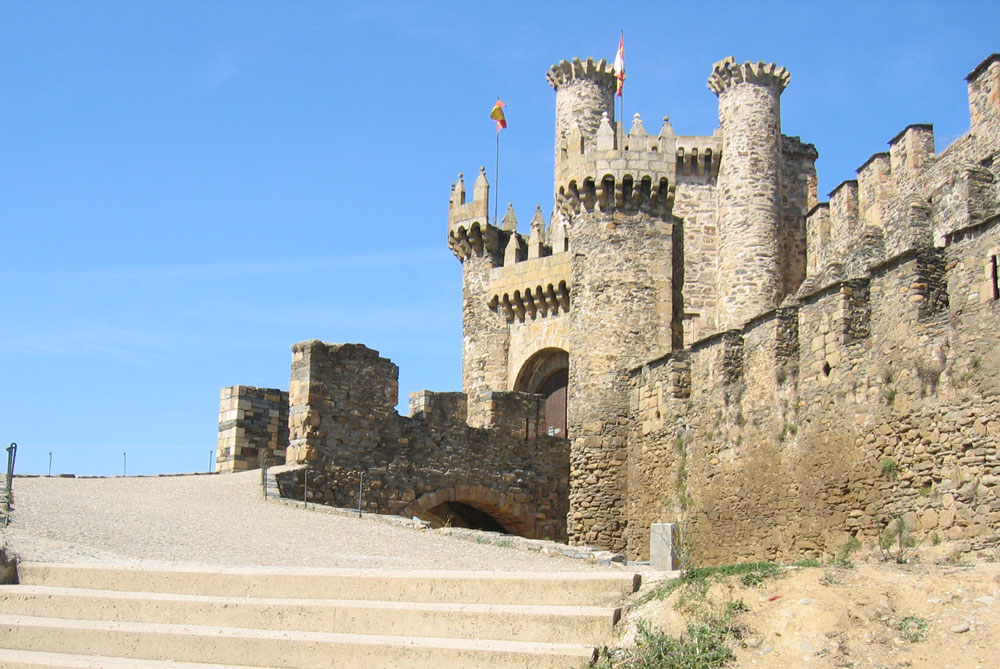
Ponferrada, Castillo de los Templarios, último reducto de resistencia.

Ponferrada se encontraba en el centro de una gran cuenca minera, además de ser nudo de comunicaciones entre León, Asturias y Galicia. Los oficiales de la Guardia Civil decidieron por su cuenta concentrar todas las fuerzas en Ponferrada el día 20. Pero ese día se encontraban en la ciudad los mineros asturianos, de camino a Asturias, y también se habían concentrado allí gran cantidad de mineros de las cuencas leonesas. A lo largo de la mañana se produjeron tiroteos entre los mineros y los guardias, que todavía no habían salido del cuartel, hasta que se transformó en un enfrentamiento declarado. Los guardias quedaron sitiados en su cuartel. La lucha prosiguió durante todo el día y toda la noche. Por la mañana temprano los guardias consiguieron aflojar el cerco. Un avión sublevado procedente de León lanzó ráfagas de ametralladora sobre los mineros. Llegó también una columna de doscientos soldados del regimiento de infantería Zaragoza núm. 30, de Lugo; esta columna y los guardias civiles lograron levantar el cerco del cuartel y dispersar a los trabajadores hacia los barrios, donde poco a poco se agotó la resistencia. El día 21 los sublevados controlaban plenamente Ponferrada. El alcalde fue detenido y más tarde fusilado.
Las organizaciones obreras, aunque ofrecieron resistencia, carecían por completo de jefatura y coordinación. Prueba de ello es que el día 23 varias columnas mineras atacaron la capital con fuerza, peleando toda la noche y hasta la mañana del 24, pero no lograron sobrepasar los barrios periféricos.
Los jefes militares sublevados organizaron tres columnas, formadas por guardias civiles, de Asalto, soldados y voluntarios, para imponer el nuevo orden en la provincia y establecer contacto con Valladolid y Zamora. Se formaron varias centurias de Falange que, unidas a los uniformados, entablaron combate con los defensores del orden constitucional en numerosos pueblos de los valles mineros.
Como resultado de las acciones bélicas de aquellos días, en agosto se fue creando una línea de frente al norte de la provincia. Las fuerzas gubernamentales controlaban los puertos y la vertiente sur de los macizos montañosos que separan León y Asturias, mientras el control de los sublevados empezaba en la tierra llana.
Durante todo el resto del año 1936 se produjeron fuertes combates por el control de los puertos. En los primeros meses de 1937 la situación se tranquilizó un poco, pero en los meses de septiembre y octubre los nacionalistas lanzaron una gran ofensiva y se adueñaron de todo el norte. Por otra parte, durante varios años pervivió el fenómeno de la guerrilla antifranquista en el Bierzo y la zona norte de la provincia.